# Ceamurlia de Jos (gmina)
Ceamurlia de Jos – gmina w Rumunii, w okręgu Tulcza. Obejmuje miejscowości Ceamurlia de Jos i Lunca. W 2011 roku liczyła 2163 mieszkańców. 